# 落合村 (栃木県)
落合村（おちあいむら）は、栃木県の北西部、上都賀郡に属していた村である。

## 地理
- 川：行川、武子川

## 歴史
- 1889年（明治22年）4月1日 町村制施行により、文挟村、板橋村、小代村、明神村、長畑村、手岡村、岩崎村、小倉村が合併し上都賀郡落合村が成立する。
- 1954年（昭和29年）3月31日 河内郡豊岡村とともに上都賀郡今市町へ編入、市制施行し今市市となる。

## 行政
- 落合村長[1]

| 代 | 氏名       | 就任                      | 退任                       | 備考 |
| -- | ---------- | ------------------------- | -------------------------- | ---- |
| 1  | 高村喜三郎 | 1889年（明治22年）5月4日  | 1890年（明治23年）2月26日  |      |
| 2  | 渡辺鉄三郎 | 1890年（明治23年）2月27日 | 1893年（明治26年）3月5日   |      |
| 3  | 福田国三郎 | 1893年（明治26年）3月22日 | 1897年（明治30年）3月21日  |      |
| 4  | 福田豊作   | 1897年（明治30年）6月1日  | 1898年（明治31年）12月3日  |      |
| 5  | 福田国三郎 | 1899年（明治32年）2月27日 | 1900年（明治33年）3月17日  |      |
| 6  | 江連元次   | 1900年（明治33年）4月28日 | 1902年（明治35年）9月23日  |      |
| 7  | 富田宇一郎 | 1903年（明治36年）2月9日  | 1904年（明治37年）4月1日   |      |
| 8  | 佐々木喜平 | 1906年（明治39年）9月20日 | 1910年（明治43年）9月19日  |      |
| 9  | 佐々木喜平 | 1910年（明治43年）9月20日 | 1911年（明治44年）12月20日 |      |
| 10 | 富田宇一郎 | 1912年（明治45年）1月11日 | 1916年（大正5年）1月10日   |      |
| 11 | 富田宇一郎 | 1916年（大正5年）1月17日  | 1916年（大正5年）7月14日   |      |
| 12 | 柴田善一郎 | 1919年（大正8年）3月7日   | 1921年（大正10年）3月7日   |      |
| 13 | 松本早苗   | 1921年（大正10年）4月25日 | 1925年（大正14年）4月24日  |      |
| 14 | 松本早苗   | 1925年（大正14年）4月25日 | 1928年（昭和3年）12月11日  |      |
| 15 | 森岡米次   | 1928年（昭和3年）12月18日 | 1932年（昭和7年）12月17日  |      |
| 16 | 高村東吉郎 | 1933年（昭和8年）6月19日  | 1934年（昭和9年）9月4日    |      |
| 17 | 天島武雄   | 1935年（昭和10年）5月9日  | 1939年（昭和14年）5月8日   |      |
| 18 | 佐藤朝治   | 1939年（昭和14年）5月9日  | 1943年（昭和18年）5月8日   |      |
| 19 | 柴田正三郎 | 1943年（昭和18年）5月9日  | 1946年（昭和21年）12月14日 |      |
| 20 | 福田民一郎 | 1947年（昭和22年）4月6日  | 1951年（昭和26年）4月5日   |      |
| 21 | 福田民一郎 | 1951年（昭和26年）4月24日 | 1954年（昭和29年）3月30日  |      |

## 農家土地推移
様々な庄屋、地主がいたが、土地の値交渉が活発であり、手放す者も多かった。

## 村から出た著名人
- 加藤武男 - 銀行家、吉田内閣経済最高顧問

## 交通

### 鉄道
- 日本国有鉄道（現：東日本旅客鉄道）
  - 日光線：文挟駅